# قلعه اوحله
قلعه اوحله به عربی (قلعة أوحلة ) یکی از دژهای تاریخی امارت در فجیره و یکی از آثار بارز و جاذبهٔ گردشگری این شهر و از نقاط دیدنی امارات متحده عربی است که سالیانه تعدادی زیادی از گردشگران از آن دیدن می‌کنند.
در گوشه وکنار شهر فجیره دژهای متعدی وجود دارد که تاریخ آن‌ها به صدها سال پیش بر می‌گردد.
«قلعه اوحله» یکی از قدیمی‌ترین دژهای فجیره‌است، ویکی از قلعه‌های اثری وتاریخی این شهر است،
این قلعه درسمت جنوب غربی امارت فجیره و در سمت راست مجرای وادی الحلو (درواه شیرین) «رودخانه فصلی» قرار دارد.

## اهمیت قلعه
اهمیت این قلعه از آنجاست که به قول بزرگسالان وریش سفیدان منطقه، یکی از قدیمی‌ترین قلعه‌های امارات به‌شمار می‌آید، وتاریخ بناء آن به دوران (عصر آهن) بر می‌گردد چنان‌که از شالدهای آن پیداست. همچنین باستان شناسان تاریخ بنای این دژ به دورهٔ هزارهٔ أول قبل از میلاد ترجیح داده‌اند.

## مشخصات قلعه
«قلعه اوحله» مستطیل الشکل است و شامل دو طبقه‌است، دارای برجی بزرگ ودائره‌ای مانند، و دوغرفه وصحن ورودی که عبارت‌اند از فضای وسیع ومجلس وپله ومدخل ورودی به قلعه، درب ورودی در سمت مشرق قلعه قرار دارد. دارای پلکانی است که بازدیدکنندگان به طرف برج هدایت می‌کند، دارای ۲ محلس یکی زنانه ودیگری مردانه که در دوران پیشین از آن‌ها مخصوص مهمانان بوده‌است. این قلعه در سال ۱۹۹۵ میلادی باز سازی شده‌است.
دیواری (سوری) به ارتفاع ۳ متر و عرض ۲ متر و به طول ۱۰۰۰ متر قلعه را احاطه نموده‌است.
لازم به یاد آوری است که قلعه اوحله سومین اثر تاریخی شهر فجیره‌است که تاکنون از جانب دولت مرمت شده‌است، قلعه فجیره در سال ۲۰۰۰ میلادی، و مسجد بدیه در سال ۲۰۰۳ میلادی توسط شهرداری فجیره و با همکاری شهر داری دبی مرمت گردیده‌است.